# Une poignée d'étoiles
Une poignée d'étoiles (titre original en allemand : Eine Hand voller Sterne) est un roman de Rafik Schami, publié en 1987.

## Résumé
Une poignée d'étoiles est un journal intime tenu pendant près de trois ans par le fils d'un boulanger de Damas, qui y fait ainsi la chronique d'un vieux quartier de la capitale syrienne. Il présente au fur et à mesure du récit les personnages principaux : sa mère, à laquelle l'unit une complicité exceptionnelle ; son vieil ami Oncle Salim, qui lui raconte des histoires débordantes d'imagination ; Nadia, la fille qu'il aime; Mahmud, un de ses meilleurs amis avec qui il rigole toujours et bien d'autres… Ce garçon est très intelligent mais son père le fait travailler dans la boulangerie familiale qu'il tient à Damas.
Mais, il découvre peu à peu la situation politique de son pays, marquée par l'injustice, l'absence de liberté et la répression de toute opposition. Pour témoigner de cette réalité — et la dénoncer — il n'a qu'une ambition : devenir journaliste avec l'aide de Habib (journaliste). Cependant il va vite découvrir que cela ne se fait pas du jour au lendemain, surtout avec le père qu'il a et la politique syrienne de l'époque.
1. ↑  « Une poignée d'étoiles - Livre de Dorothy Eden », sur booknode.com (consulté le 5 mars 2020)